# František Koláček
František Koláček (Austerlitz, 9 de outubro de 1851 – Praga, 8 de dezembro de 1913) foi um físico tcheco, professor da Universidade Técnica de Brno e da Universidade Carolina de Praga.

## Vida

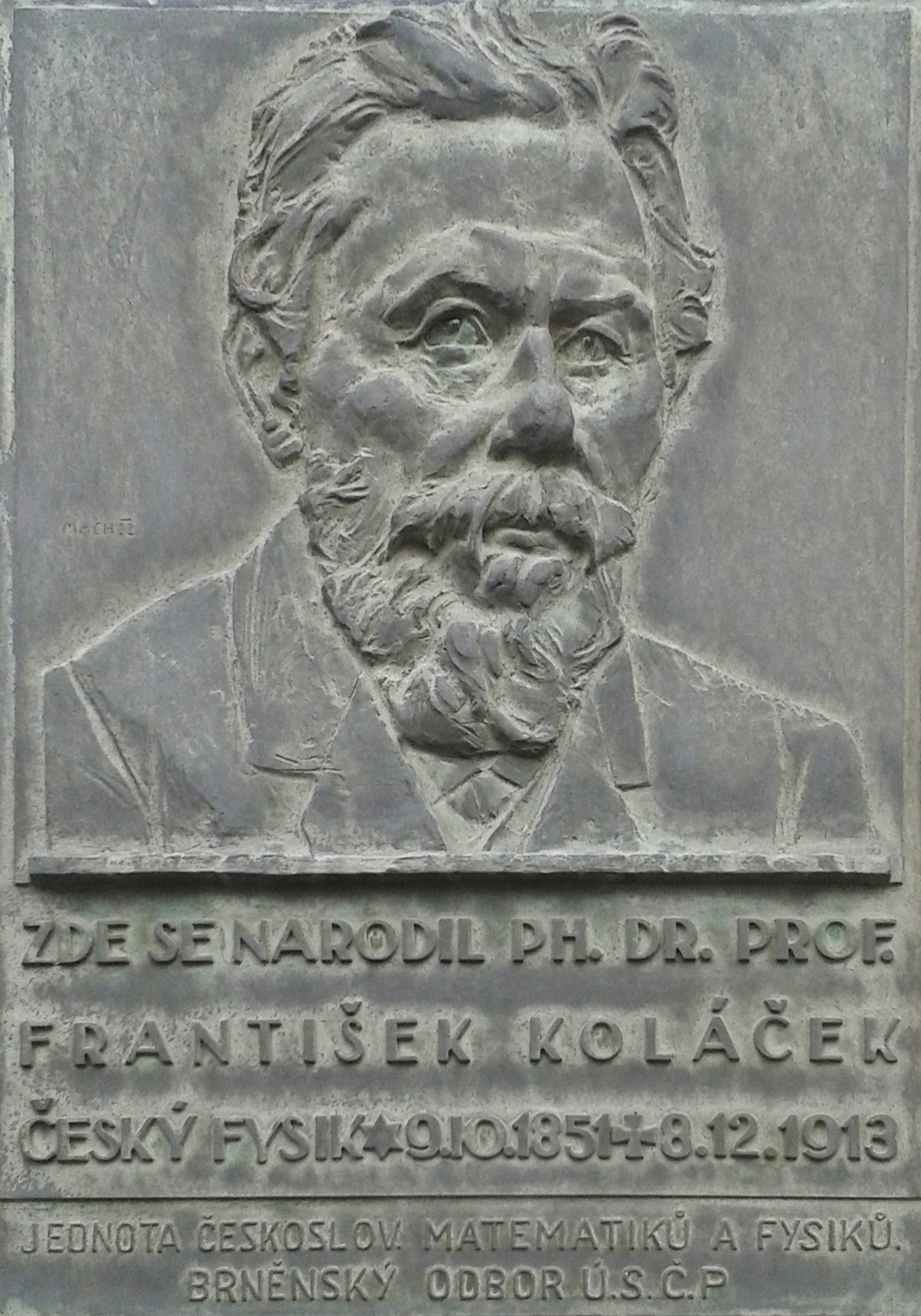
Placa em Austerlitz

František Koláček foi filho único de Jan Koláček e Klára Koláčková (nascida Karlitzká). Completou o gináio alemão em Brno em 1968 seguindo então para a Universidade Carolina em Praga, em 1869 foi para Viena onde obteve em 1871 a licenciatura em matemática e física em alemão e tcheco. Lecionou então em Brno, inicialmente no Ginásio Alemão e depois no 1.º Ginásio Estatal Tcheco. Continuou a estudar em Praga, onde obteve um doutorado em 1877, orientado por Ernst Mach, com uma habilitação em Brno em 1882. Em Brno foi no mesmo ano professor assistente privado de física teórica, e em 1891 sucedeu August Seydler em Praga. Em 1900 retornou para Brno, como professor de física experimental na recém fundada Universidade Técnica de Brno. Permaneceu apenas dois anos e retornou para a Universidade Carolina em Praga.
Koláček pesquisou nas áreas de hidrodinâmica, acústica, termodinâmica e óptica. Foi o primeiro a descrever a teoria eletromagnética da dispersão da luz.
Koláček morreu em 8 de dezembro vitimado por um ataque cardíaco.
Koláček casou com Aloisie Koláčková, com quem teve o filho também chamado František Koláček, que se opôs à Ocupação alemã da Tchecoslováquia e foi morto no Campo de Concentração de Mauthausen em 7 de maio de 1942.